# Lourdes Reyes
María Lourdes Reyes Barragán (n. 15 de junio de 1972), más conocida como Lourdes Reyes, es una actriz de televisión mexicana, hija de Jesús Reyes y Lourdes Barragán. Lourdes se ha destacado por su participación en teatro, televisión y su activismo social.

## Biografía
Inicia su carrera como cantante en 1984, participando en un grupo musical local de San Luis Potosí. En 1991, participa en el concurso Valores Juveniles Bacardi & Cia.

## Carrera
Su debut en la televisión fue en 1993, actuando en algunos episodios de Televiteatros, posteriormente ingresa al Centro de Educación Artística de Televisa (CEA), de donde egresó en 1994.
En 1997, se integra el elenco de la telenovela Sin ti interpretando al personaje de Ángeles. Más tarde el mismo año, aparece en el melodrama Camilainterpretando el personaje de Selene Olivares. En 1998 participa en la telenovela Por tu amor interpretando al personaje de Marifer Cifuentes. 
En 1999 se une al elenco de ¿Qué nos pasa?. En el 2000, es llamada para aparecer en dos telenovelas: Amigos por siempre y Por un beso. Es en la telenovela Amigos por siempre en la que da vida a 'Melissa', papel protagónico que toma a la mitad de las grabaciones, debido a que la actriz Adriana Fonseca es retirada del elenco por indisciplina. Desde 2001 hasta 2004, graba episodios de la serie Mujer, casos de la vida real.
En 2003 da vida a 'Rocío' en la telenovela infantil De pocas, pocas pulgas. En 2004 actúa en el cortometraje de comedia Dos tragedias, al lado de la actriz Rosa María Bianchi.
El mismo año, se integra también al elenco de Piel de otoño, en el personaje de Claudia Lambarri, compartiendo créditos con Laura Flores y Raquel Olmedo.
En 2006, forma parte del elenco de la telenovela juvenil del momento, Rebelde, haciendo el papel de la maestra 'Julia Lozano'. En enero de 2007, incursiona al mundo de la conducción con el programa Metrópolis, transmitido por 4Tv, donde comparte créditos con Laisha Wilkins y Verónica del Castillo, Azela Robinson, María Aura, entre otras.
Para 2008, es llamada por la productora Mapat, para participar en la telenovela Juro que te amo, haciendo la pareja antagónica al lado de Alexis Ayala. 
Para HBO se integra a las series Capadocia y Dios Inc.; realiza participaciones especiales en las series Mujeres Asesinas y Simuladores para después dar vida a Ilse en La mujer del Vendaval en Televisa. 
Además participó en las teleseries Infames interpretando a Yalda “Maga” Adams, y en Las trampas del deseo le da vida a Roberta Jáuregui, y para Telemundo como Cayetana Roca en Señora Acero en dos temporadas. 
También regresa a los melodramas mexicanos en 2016, con la telenovela Corazón que miente de MaPat donde interpreta a la villana de la historia, al lado de Thelma Madrigal, Pablo Lyle, Diego Olivera, Dulce María, Alejandro Tommasi, entre otros.
Ese mismo año participó en la nueva producción de Carlos Moreno Laguillo Mujeres de negro interpretando a la teniente Rita Kuri y compartiendo créditos de nuevo con Diego Olivera, Mayrín Villanueva y Alexis Ayala; además de Alejandra Barros, Ximena Herrera, entre otros.
En 2017, participa en la telenovela La doble vida de Estela Carrillo, con el papel de Luisa Almeida, al lado de Ariadne Díaz, David Zepeda, Erika Buenfil y nuevamente con Alejandro Tommasi, entre otros.
Así como también realiza una actuación especial en la serie Ingobernable para la plataforma Netflix.
En 2019 participó en la serie Dani Who? interpretando al personaje de Puri para las plataformas Paramount y Amazon Prime.

## Filmografía

### Telenovelas
- S.O.S me estoy enamorando (2021-2022) - Leonor[1]
- Vencer el desamor (2020-2021) - Josefina Miranda
- La doble vida de Estela Carrillo (2017) - Luisa Almeida
- Mujeres de negro (2016) - Rita Kuri
- Corazón que miente (2016) - Rafaela Del Moral Sáenz de Ferrer
- La mujer del vendaval (2012-2013) - Ilse Sánchez
- Ni contigo ni sin ti (2011) - Doctora
- Juro que te amo (2008-2009) - Malena de Fregoso
- Rebelde (2006) - Julia Lozano
- Piel de otoño (2005) - Claudia Lambarri
- Sueños y caramelos (2005) - Selene de Monraz
- De pocas, pocas pulgas (2003) - Rocío Montes de Fernández
- Por un beso (2000-2001) - Estela Hidalgo
- Amigos x siempre (2000) - Melissa Escobar
- Por tu amor (1999) - María Fernanda "Marifer" Cifuentes Álvarez
- Camila (1998-1999) - Selene Olivares
- Sin ti (1997-1998) - Ángeles Rubio-Castillo
- Confidente de secundaria (1996) - Renata
- Cañaveral de pasiones (1996) - Enfermera
- María la del barrio (1995-1996) - Lic. Elba Sánchez
- Bajo un mismo rostro (1995)
- Agujetas de color de rosa (1994-1995) - Laura

### Series
- Decisiones: Unos ganan, otros pierden (2020) - Valentina
- Dani Who? (2019) - Puri
- Ingobernable (2017) - Sofia
- Dios Inc.  (2016) - Miriam
- Señora Acero (2015-2017) - Cayetana Acosta de Roca
- Las trampas del deseo (2013-2014) - Roberta Jáuregui
- Infames (2012) - Yalda "Maga" Adams
- Capadocia (2011) - Nuria Arjona
- Como dice el dicho (2011-2024) - Varios personajes
- La rosa de Guadalupe (2010-presente) - Alma / Judith / Nora / Adriana / Atenas / Leonor / Varios personajes
- Los simuladores  (2009) - Elisa
- Mujeres asesinas (2009) - Diana Alvarado
- Metrópolis revista 4tv (2007) - Conductora
- Mujer, casos de la vida real (2001-2007) - Varios personajes
- ¿Qué nos pasa? (1999)
- Televiteatros (1993)

### Cine
- Purgatorio (2008) - Tía Cecilia[2]
- Dos tragedias (2004)

### Teatro
- Cuarto obscuro (2001)
- Todos tenemos problemas sexuales (2003)
- Confesiones de mujeres de 30 (2004)
- Alas cortas (2005)
- Cuesta caro (2006)
- Gorda (2010)
- Sin tetas no hay paraíso (2011)